# Atto de Frisinga
Atto de Frisinga (? - c. 811), conocido también como Atto de Kienberg o Atto de Schlehdorf (en alemán, Atto von Freising o Atto der Kienberger) fue abad benedictino (769) y quinto obispo de Frisinga desde 784 hasta su muerte en 811.

## Biografía
Atto, como su antecesor Arbeo de Frisinga, fue miembro de los huosi, un clan bávaro del más antiguo abolengo o Uradel. Hacia finales de la década de 760 fue el último abad del Monasterio de Scharnitz antes de su traslado al Monasterio de Schlehdorf, junto al Kochelsee, cenobio del que fue su primer abad, encomendado por su antecesor en la sede del obispado, el obispo Arbeo.
En la década de 770, Atto se estableció en Tirol del Sur, fundando la Abadía de Innichen, evangelizando a los eslavos que se estaban infiltrando en el Pustertal desde Carantania. Se estableció gracias a un pedazo de tierra en las fuentes del río Drava donado por el duque de Baviera Tasilón III. El obispo Arbeo se había puesto a favor de Carlomagno en su lucha contra el duque Tasilón III y el duque lo exilió de Frisinga los últimos años de su vida, dejando a Atto como administrador y, a su muerte en 784, sucesor en el Obispado de Frisinga.
En la colina de la Catedral de Frisinga, la Domberg, Atto construyó un segundo monasterio benedictino y extendió el territorio de su obispado con la adquisición hacia el año 808 del Señorío de Burgrain de su dueño y señor Riphwin, del clan uradel fagana.
| Predecesor: Arbeo o Aribo | Obispo de Frisinga c. 784 – c. 811 | Sucesor: Hitto |

- Datos: Q758223
- Multimedia: Atto von Freising / Q758223